# Legislativversammlung von El Salvador
- PDC: 1
- V: 1
- N: 54
- ARENA: 2
- PCN: 2

Die Legislativversammlung der Republik El Salvador (spanisch Asamblea Legislativa de la República de El Salvador) ist das Parlament von El Salvador.
Sie hat nur eine Kammer. 60 Abgeordnete werden für jeweils drei Jahre in das Parlament gewählt.

## Aktuelle Zusammensetzung
Die Anzahl der Parlamentssitze wurde zur Wahl 2024 von 84 auf 60 Sitze reduziert. Seit der Wahl vom 4. Februar 2024 stellt die Partei des Präsidenten Bukele Nuevas Ideas/N 54 der 60 Abgeordneten. Außerdem im Parlament vertreten sind Alianza Republicana Nacionalista/ARENA und Partido de Concertación Nacional/PCN mit jeweils zwei Abgeordneten sowie Partido de Concertación Nacional/PDC und Vamos/V mit jeweils einem Abgeordneten.

## Parlamentsgebäude
Das Parlament hat seinen Sitz in der Hauptstadt San Salvador. In der Vergangenheit hat die gesetzgebende Versammlung einen blauen Saal (spanisch Salón Azul) im Palacio Nacional de El Salvador genutzt. Der Plenarsaal im Neubau trägt daher den Namen Salón Azul.
Das Parlament tagt seit 1975 im heutigen Parlamentsgebäude.

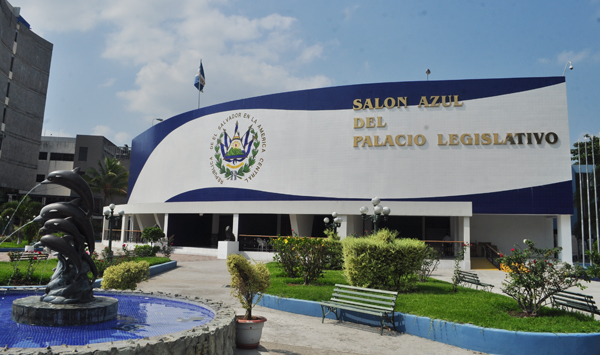
Salón Azul, Palacio Legislativo
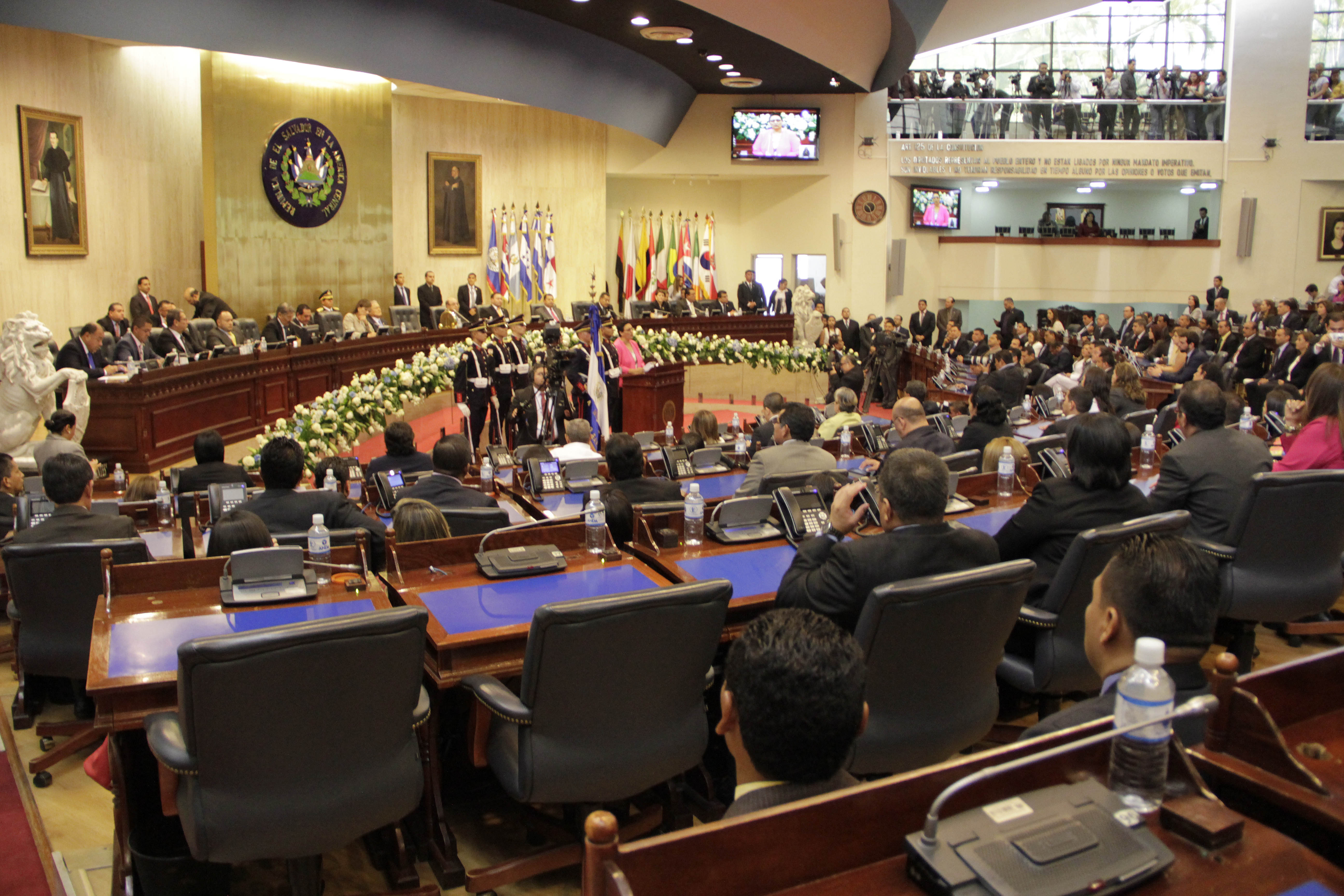
Sitzungssaal